# Львівська національна філармонія імені Мирослава Скорика
Львівська національна філармонія імені Мирослава Скорика — філармонія, що знаходиться у Львові на вулиця Мирослава Скорика, 7.

## Історія
Львівська філармонія почала роботу у 1902 році в приміщенні колишнього театру Скарбека (нині — Національний академічний український драматичний театр імені Марії Заньковецької). У 1933 році Адам Солтис заснував академічний симфонічний оркестр Львівської філармонії. У 1939 році філармонії надано статус державної. З 1944 року симфонічний оркестр філармонії розпочав постійну концертну діяльність.
На базі філармонії діють академічний симфонічний оркестр Львівської філармонії, Академічний камерний оркестр «Віртуози Львова», академічний інструментальний ансамбль «Високий Замок», квартет бандуристок «Львів'янки» та ансамбль «19-й клас».
18 серпня 2017 року Уряд схвалив проект Указу Президента України «Про надання Львівській обласній філармонії статусу національного закладу».
29 вересня 2020 року Львівська обласна рада присвоїла філармонії ім'я Мирослава Скорика

## Будівля
1905 року архітектор Владислав Галицький на замовлення Галицького музичного товариства розробив проєкт будівлі товариства на вул. Хорунщизни, 7 у необароковому стилі. Планувалося розміщення консерваторії та концертного залу, а частину будинку мали використовувати як чиншовий (прибутковий) будинок. Будівництво розпочали, але наступного 1906 року його продовжили вже за проєктом, переробленим у сецесійному стилі архітектором Владиславом Садловським. Скульптурне оздоблення фасадів будівлі — рельєфи із зображеннями музичних інструментів та дві металеві скульптури лебедів на аттиках, виконав скульптор Петро-Віталіс Гарасимович, а в інтер'єр двоярусного концертного залу прикрашали погруддя композиторів авторства скульпторки Люни Дрекслер. Проєкт будинку товариства експонувався 1910 року на виставці польських архітекторів у Львові.
У повоєнні часи тут містився концертний зал консерваторії імені Лисенка, від 1940-х років — Львівська обласна філармонія. Будинок філармонії внесений до Реєстру пам'яток архітектури місцевого значення під охоронним № 374-м.

## Виступали

### Класична музика

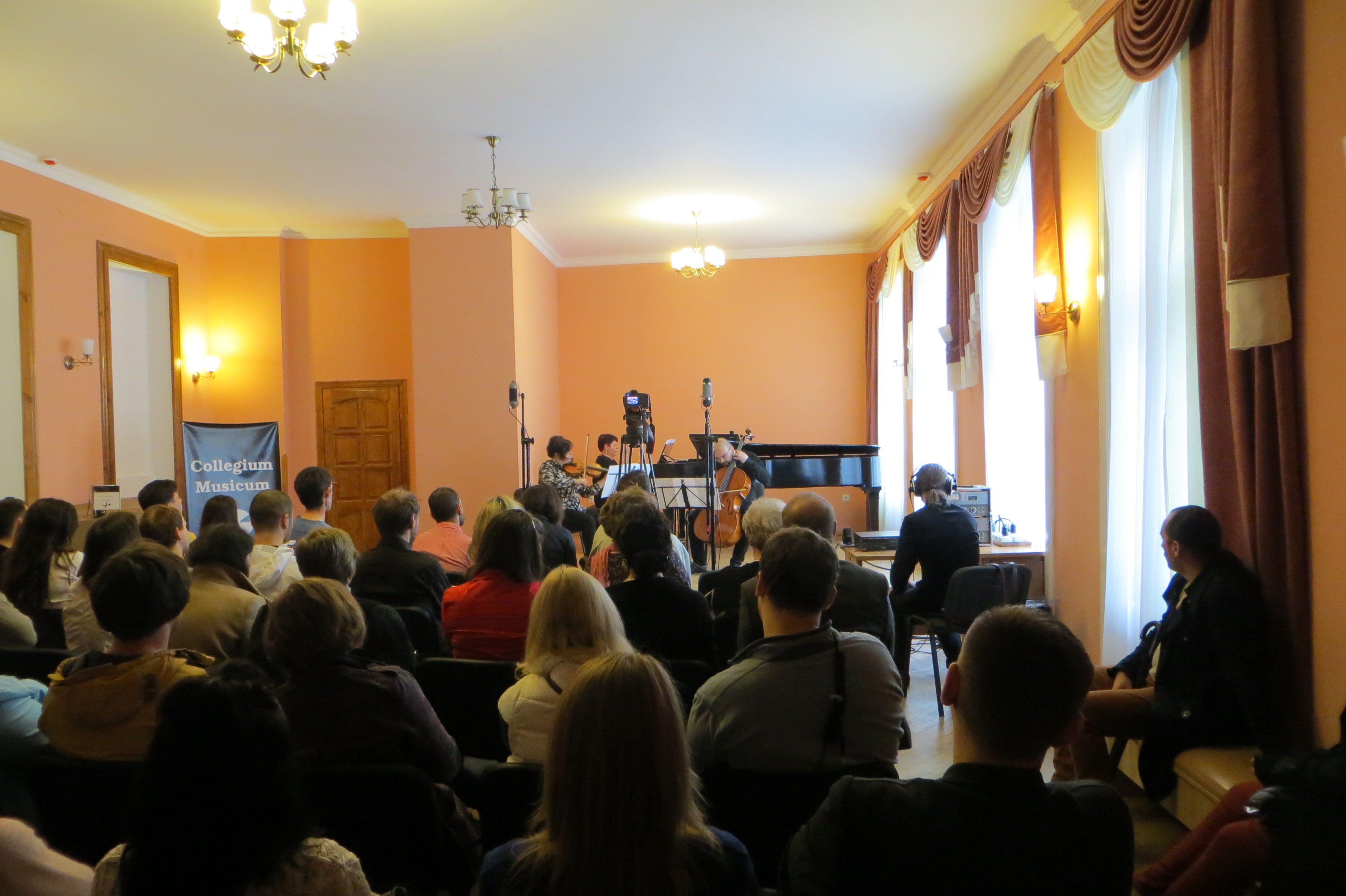
Камерна сцена

Свого часу на сцені Львівської філармонії виступали Соломія Крушельницька, Олександр Мишуга, Ріхард Штраус, Густав Малер, Бела Барток, Антон Рубінштейн, Ферруччо Бузоні, Маргеріт Лонґ, Ванда Ландовска, Пабло Казальс, Святослав Ріхтер, Рудольф Керер, Леонід Коган, Давид Ойстрах, Ліана Ісакадзе, Бела Руденко, Віра Горностаєва, Наталія Гутман, Юрій Башмет. 

Авторські концерти у філармонії давали Дмитро Шостакович, Борис Лятошинський, Арам Хачатурян, Альфред Шнітке, Арво Пярт, Кшиштоф Пендерецький, Павел Альбінський, Міхаель Стріхарж, Валентин Сильвестров, Мирослав Скорик, Євген Станкович.

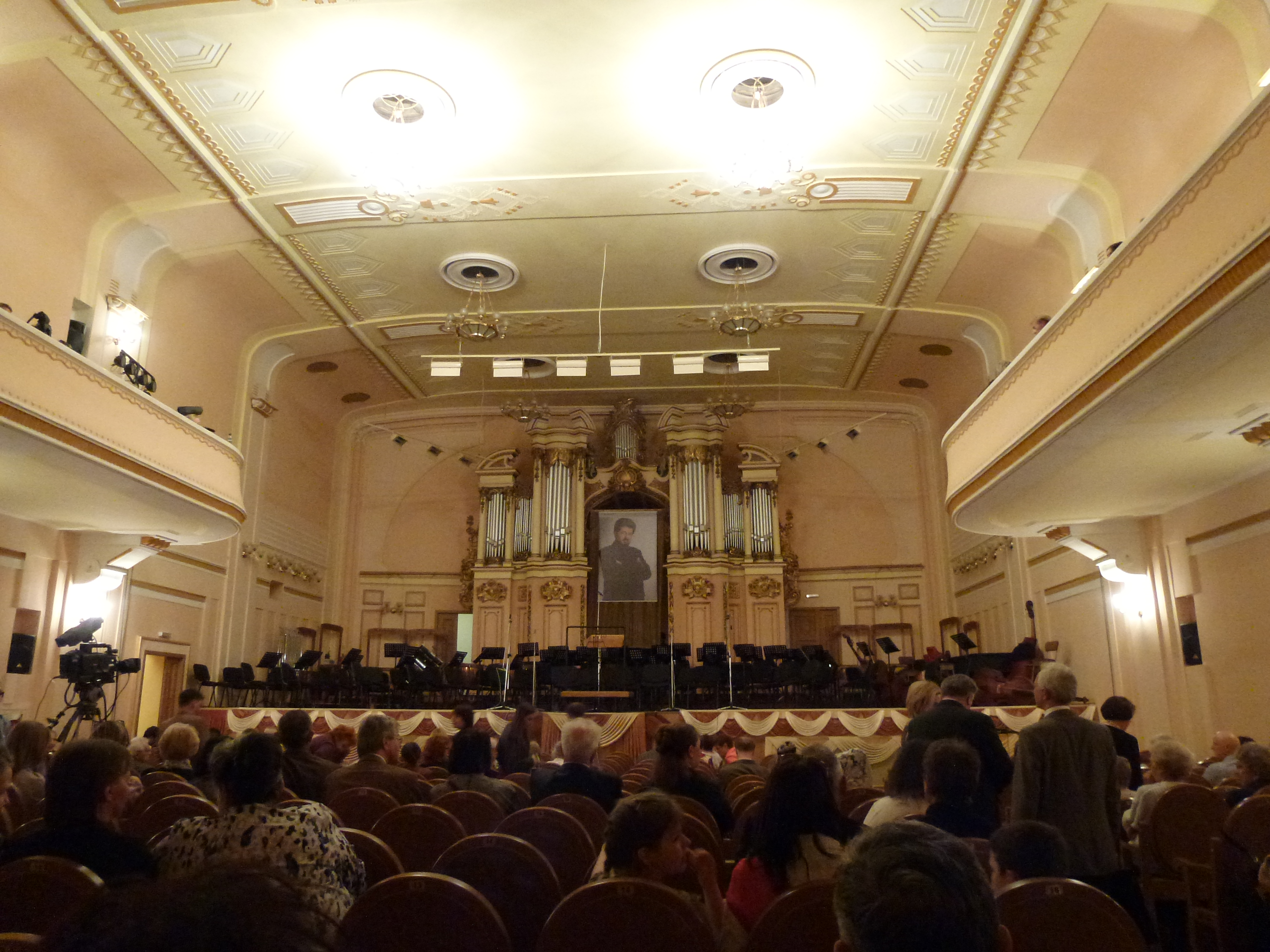
Великий концертний зал (концертний зал імені Станіслава Людкевича)

## Конкурси і фестивалі
З 1981 року філармонія проводить Всесоюзний музичний фестиваль «Віртуози країни» (рос. Виртуозы страны), який у 1990 році отримав статус міжнародного та назву «Віртуози».
- 1—3 квітня 2011 року проходив Міжнародний конкурс українського романсу імені Квітки Цісик[12].

- 29 червня—1 липня 2017 року — «W LIVE. Тихі дні любові і музика миру» — відкритий, перший в Україні, Міжнародний музичний марафон пам’яті оперного співака, Героя України Василя Сліпака[13].

- 15—20 грудня 2017 року — Всеукраїнський конкурс молодих вокалістів імені Василя Сліпака — Львівська обласна філармонія є співзасновником та організатором конкурсу[14].

## Фото

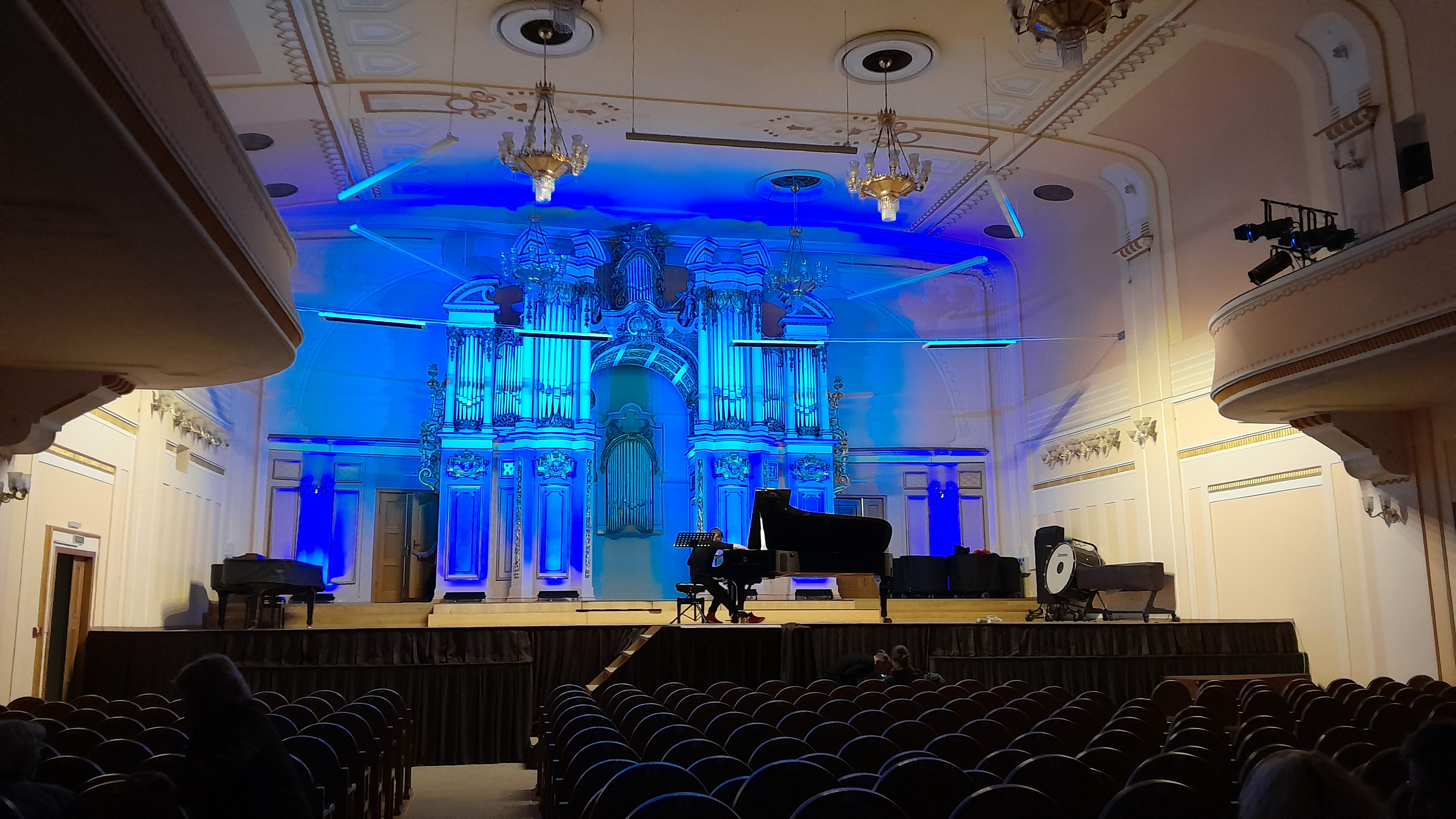
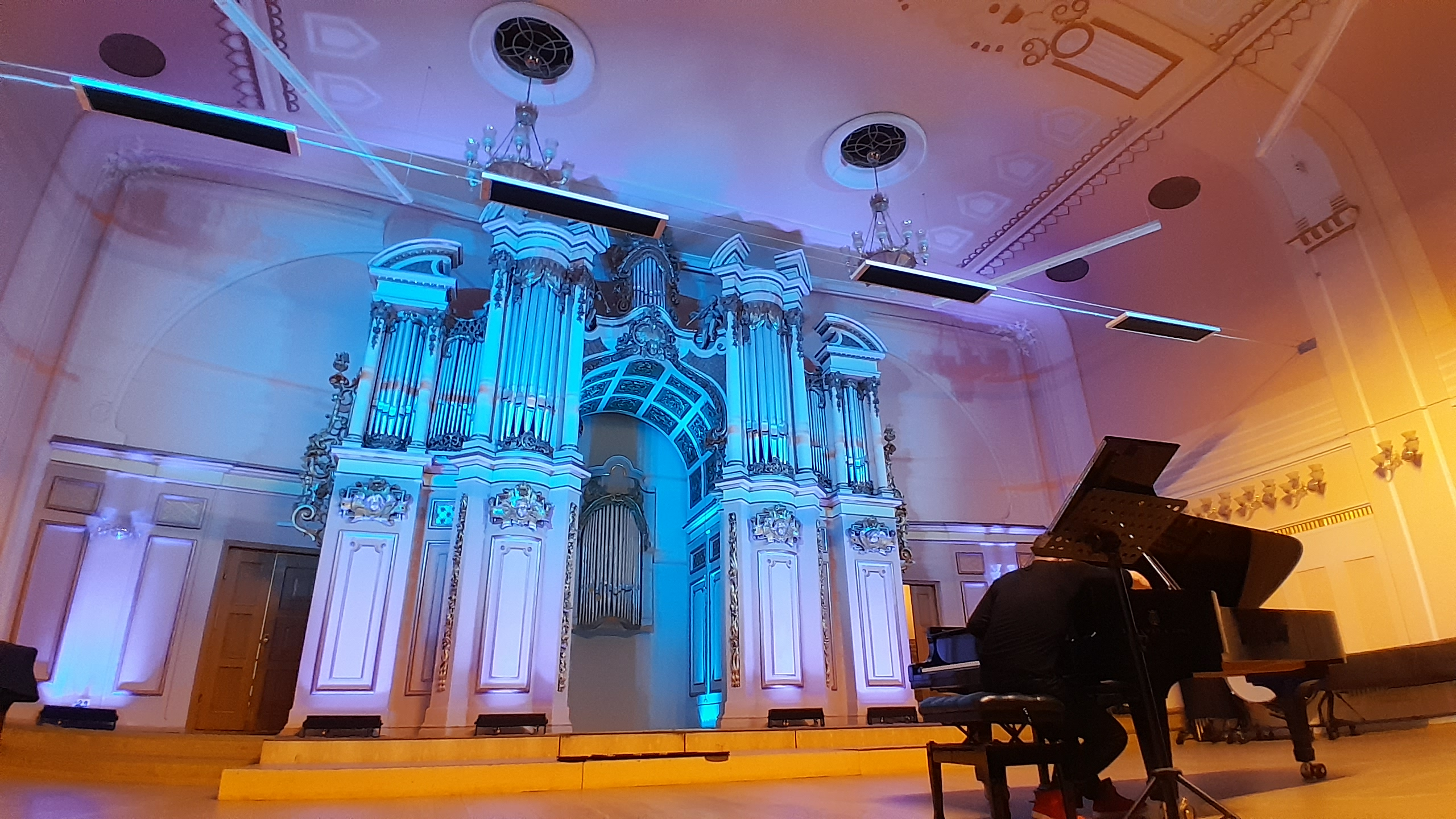
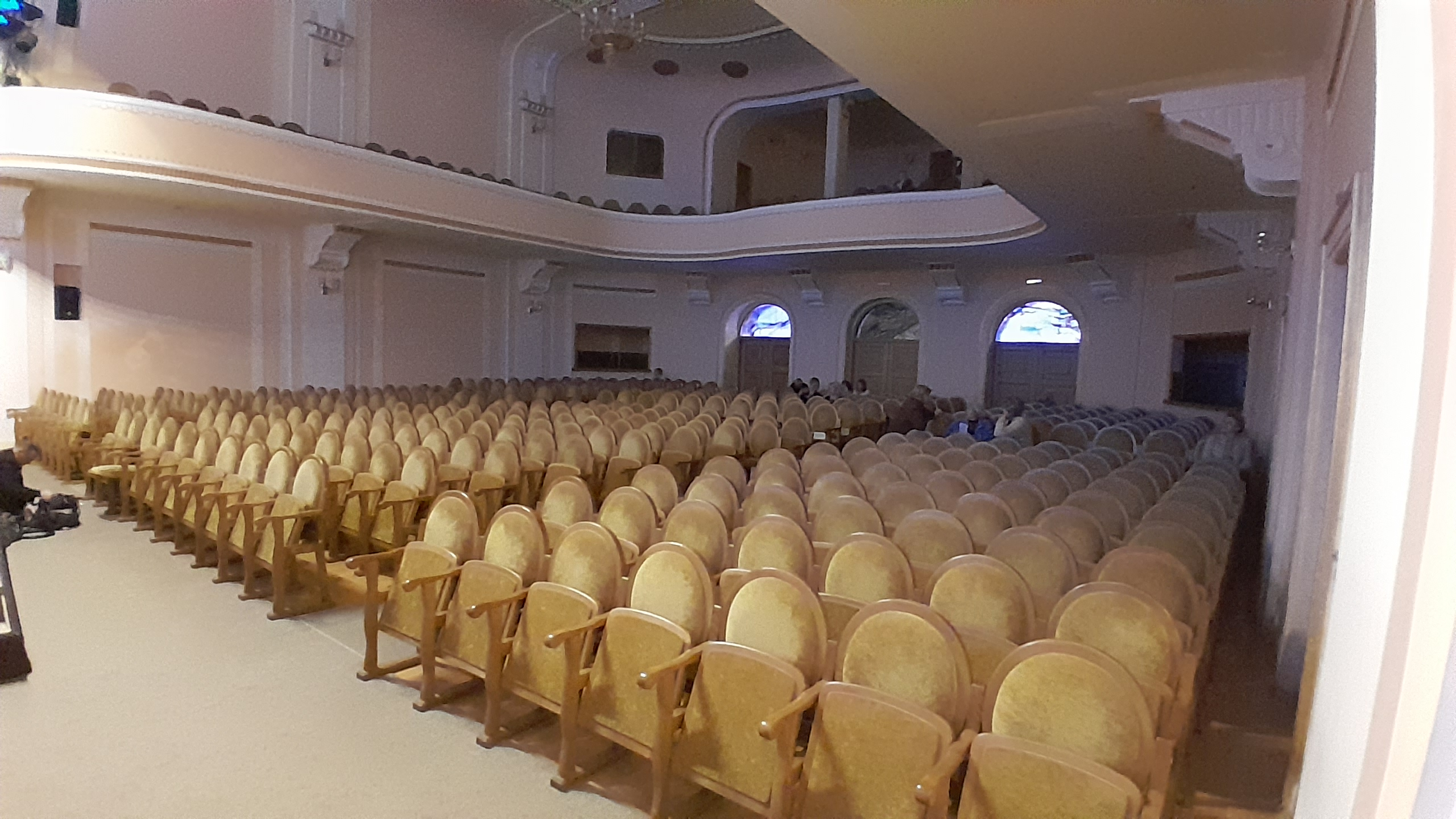
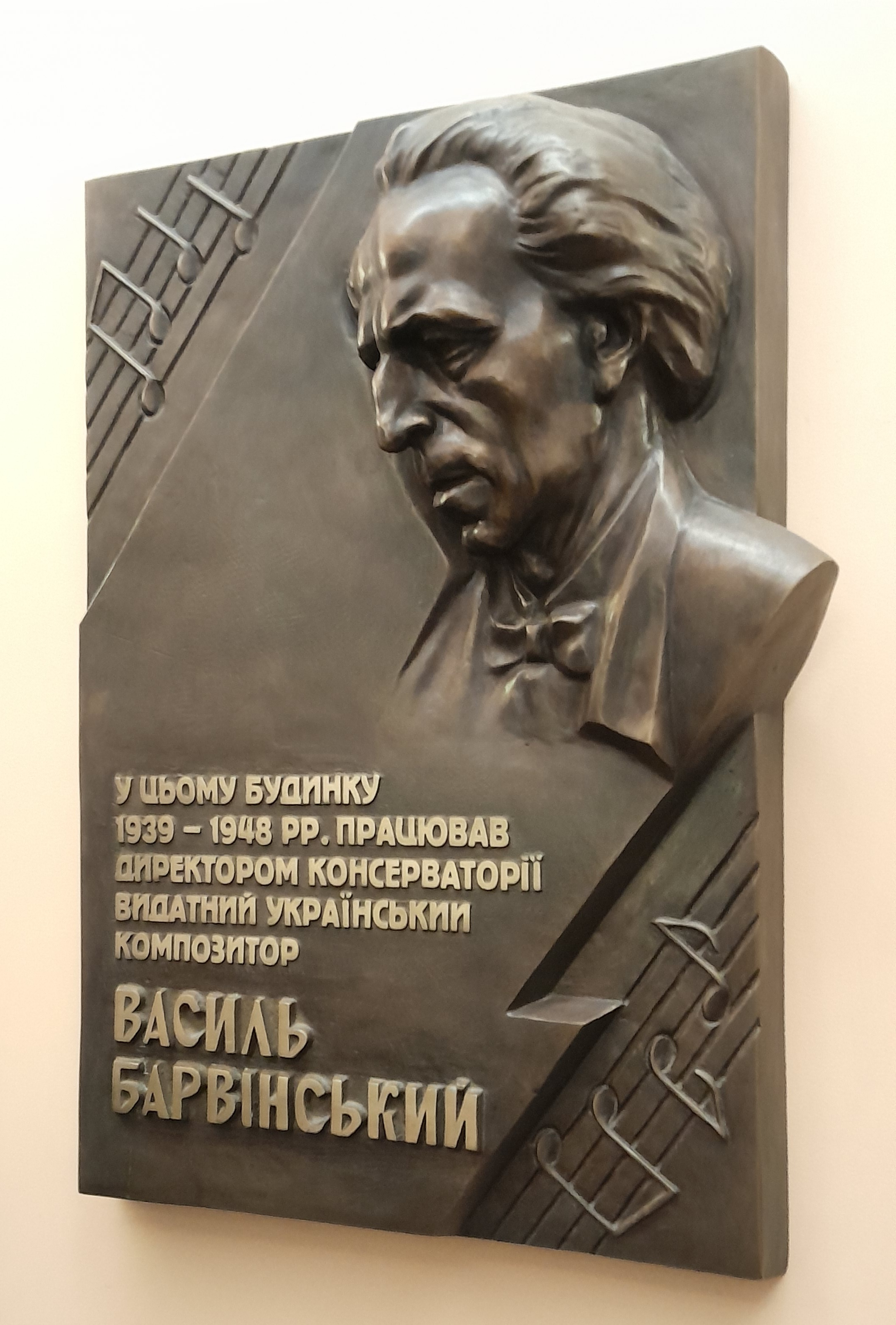
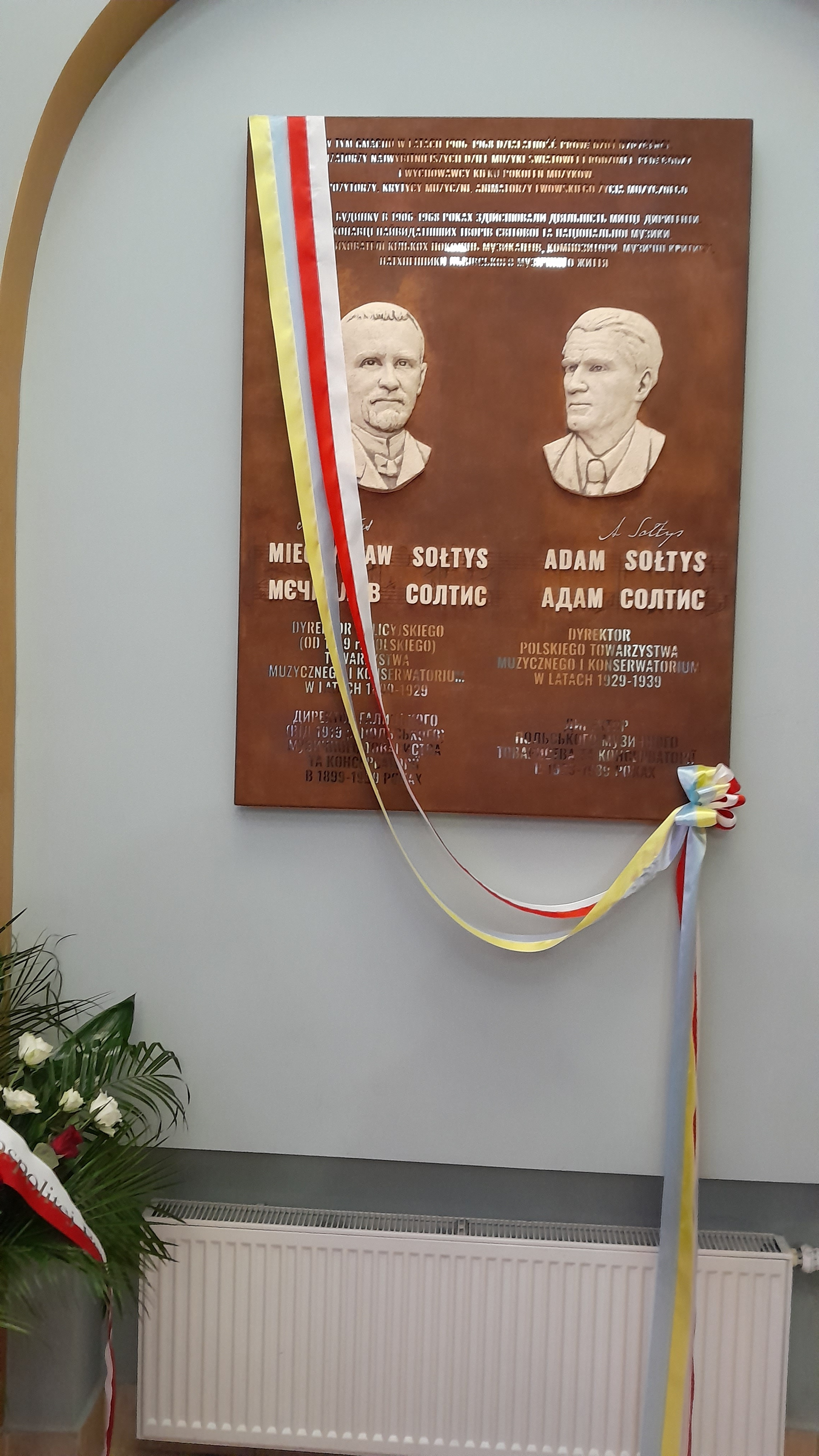
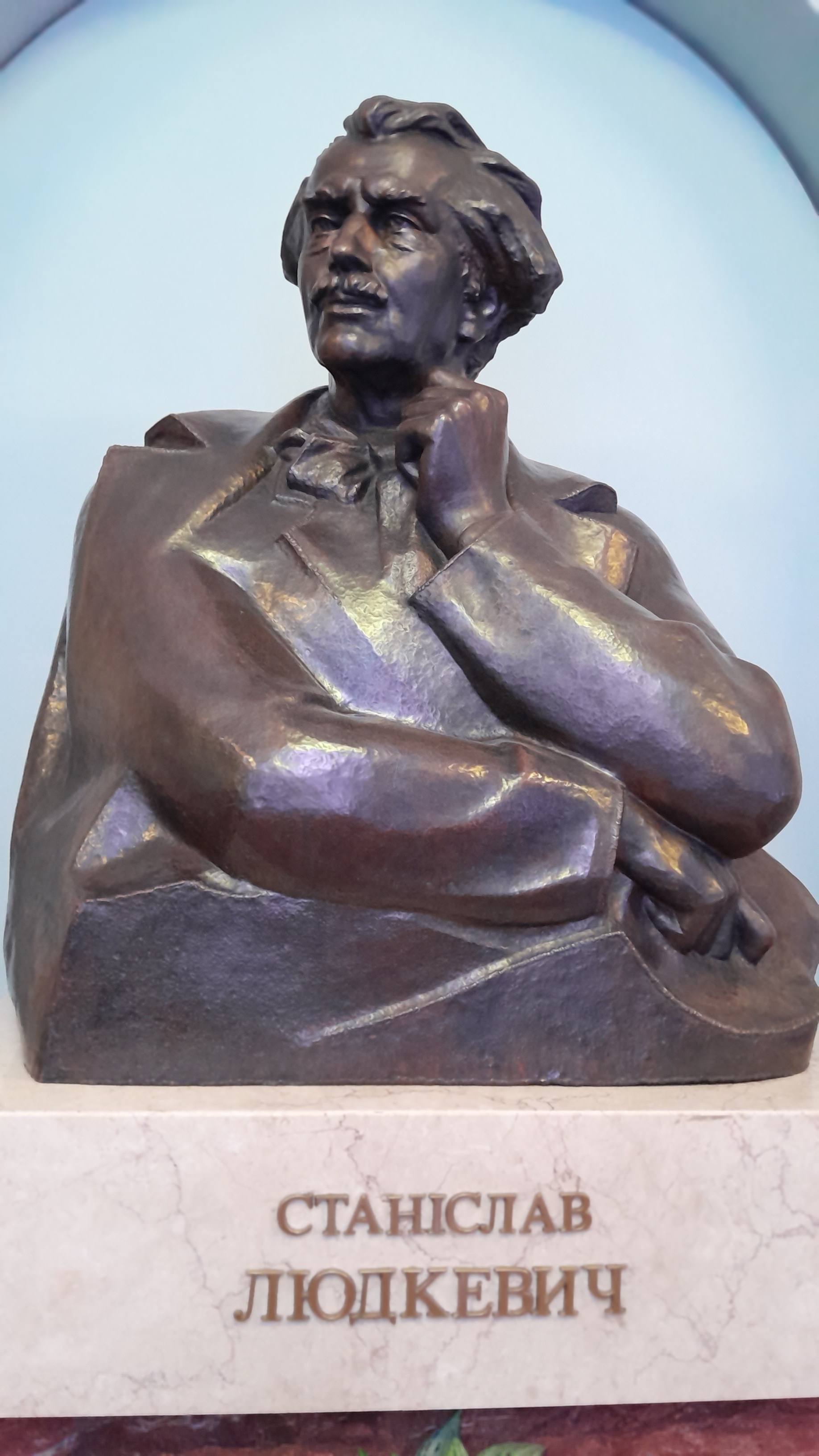

## Згадки у ЗМІ
- У фоє філармонії встановили памʼятні дошки Мєчиславу та Адаму Солтисам //08.05.2024